# Ursula Putzier
Ursula Putzier är en före detta östtysk handbollsspelare. Hon blev världsmästare med Östtysklands damlandslag i handboll 1975.
Ursula Putzier spelade för klubblaget SC Empor Rostock i Oberligan, den högsta ligan i Östtyskland. Med Empor Rostock var hon i final i IHF Cupen 1982/1983.Hon spelade för det östtyska landslaget vid världsmästerskapet i handboll för damer 1975 i Sovjetunionen och blev världsmästare med laget. Hon spelade två matcher under VM 1975 och  gjorde två mål.